# Meurtre des sœurs Kumari-Baker
 (janvier 2023).
Davina et Jasmine Kumari-Baker ont été assassinées par leur mère qui les a poignardées à mort chez elles à Stretham, Cambridgeshire, Angleterre, alors qu'elles dormaient le 13 juin 2007. Rekha Kumari-Baker a été condamnée à la réclusion à perpétuité avec une peine minimum de 33 ans,. En 2010, la BBC a déclaré que la peine était "l'une des plus longues peines de prison infligées à une femme au Royaume-Uni à l'époque moderne".
La fille aînée Davina, âgée de 16 ans, a été tuée la première, Kumari-Baker l'ayant poignardée 39 fois. La fille cadette Jasmine, âgée de 13 ans, a été retrouvée morte dans son lit poignardée 29 fois.
Le procureur a déclaré que Rekha Kumari-Baker avait tué les filles pour se venger de son ex-mari et père des filles, David Baker. Le meurtrier avait acheté des couteaux de cuisine à l'ASDA, les armes du crime, le 11 juin.

## Examen du Conseil
Le conseil du comté de Cambridgeshire a mené un examen des meurtres et a conclu qu'ils n'auraient pas pu être empêchés et a dressé la liste des recommandations à l'intention des travailleurs sociaux en rapport avec l'examen.